# Odesia longiseta
Odesia longiseta är en stekelart som först beskrevs av Szepligeti 1914.  Odesia longiseta ingår i släktet Odesia och familjen bracksteklar. Inga underarter finns listade i Catalogue of Life.